# Tetraloniella lyncea
Tetraloniella lyncea är en biart som först beskrevs av Alexander Mocsáry 1879.
Tetraloniella lyncea ingår i släktet Tetraloniella och familjen långtungebin. Inga underarter finns listade i Catalogue of Life.